# Felgueiras (Torre de Moncorvo)
Felgueiras is een plaats (freguesia) in de Portugese gemeente Torre de Moncorvo en telt 438 inwoners (2001).